# Маюровский сельсовет
Маюровский сельсовет — сельское поселение в Сузунском районе Новосибирской области Российской Федерации.
Административный центр — село Маюрово.

## История
Статус и границы сельского поселения установлены Законом Новосибирской области от 2 июня 2004 года № 200-ОЗ «О статусе и границах муниципальных образований Новосибирской области»

## Население
| 2002 | 2010 | 2012 | 2013 | 2014 | 2015 | 2016 |
| ---- | ---- | ---- | ---- | ---- | ---- | ---- |
| 689  | ↘548 | ↘497 | ↘483 | ↘481 | ↗486 | ↘477 |
| 2017 | 2018 | 2019 | 2020 | 2021 |      |      |
| ↘476 | ↗478 | ↘460 | ↘452 | ↘450 |      |      |

## Состав сельского поселения
| № | Населённый пункт | Тип населённого пункта       | Население |
| - | ---------------- | ---------------------------- | --------- |
| 1 | Маюрово          | село, административный центр | ↘482      |
| 2 | Рождественка     | село                         | ↘26       |
| 3 | Татчиха          | деревня                      | ↘40       |